# Baharilana lira
Baharilana lira är en kräftdjursart som beskrevs av Brian Frederick Kensley och Marilyn Schotte 2005. Baharilana lira ingår i släktet Baharilana och familjen Cirolanidae.
Artens utbredningsområde är Somalia. Inga underarter finns listade i Catalogue of Life.